# Sławno (stad)

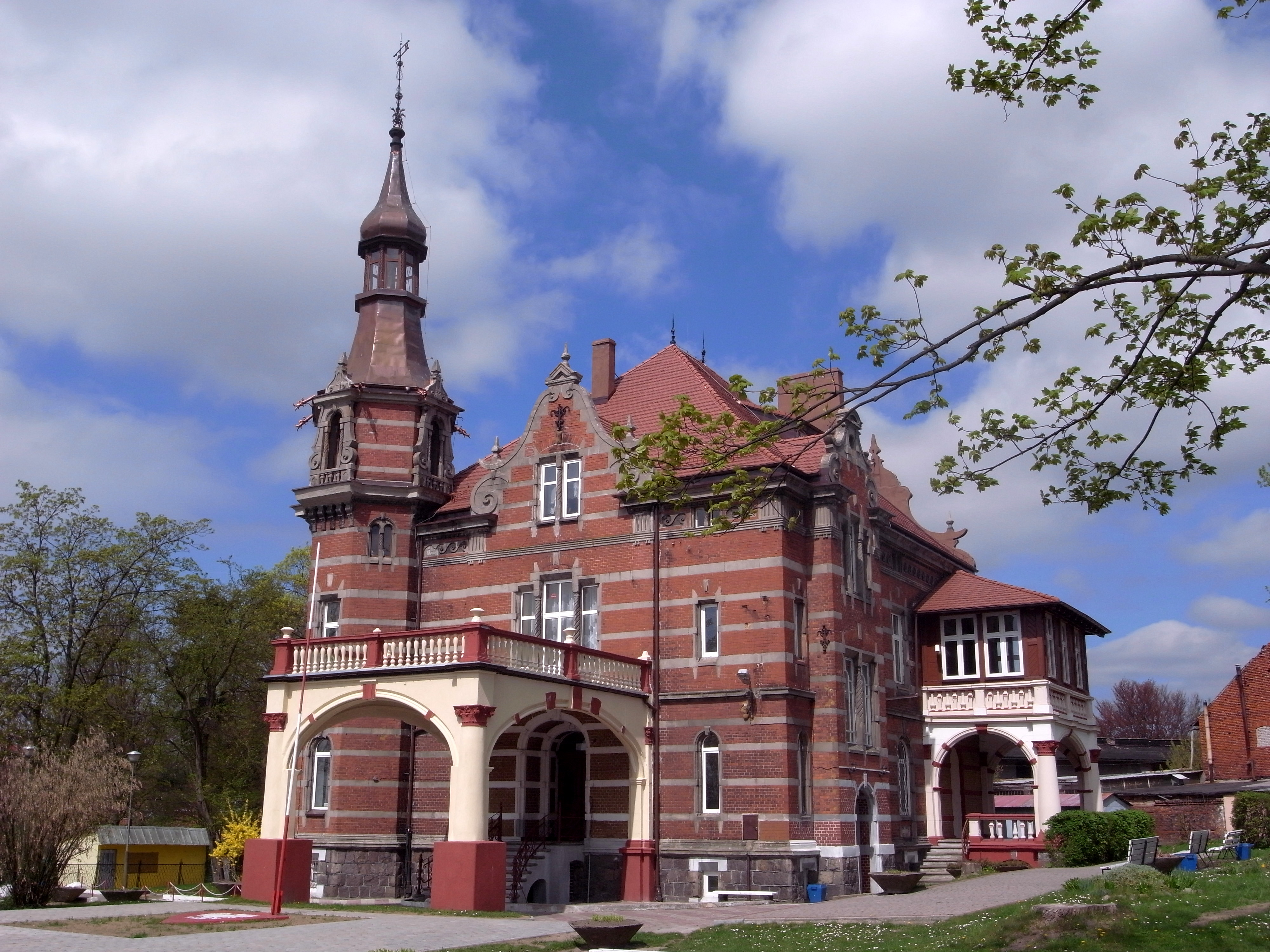

Sławno (Duits: Schlawe) is een stad in Polen met ruim 14.000 inwoners. Sławno ligt in Achter-Pommeren en maakt deel uit van het woiwodschap West-Pommeren.
Rond 1186 werd er voor het eerst een Kasjoebische nederzetting met de naam "Zlauinia" vermeld, tot aan het eind van de 13e eeuw worden er verschillende namen voor het dorp genoemd: Slawo, Slauno en Slawe. De hertog van Pommeren, Vratislav IV bouwde er een burcht ter bescherming tegen de toenemende invloed van de Duitse Orde. Op 22 mei 1317 verkreeg Sławno stadsrechten. Rond 1360 stichtte hertogin Sophia, de vrouw van hertog Barnim IV van Pommeren, een gotische Maria-kerk. Rond 1500 was de stad al een belangrijke handelsplaats voor linnen en laken. Tijdens de Dertigjarige Oorlog werd Sławno vrijwel geheel verwoest.

## Geboren
- Franz Mehring (1846-1919), historicus en politicus
- Erwin Gohrbandt (1890-1965), medicus en hoogleraar
- Hans-Martin Majewski (1911-1997), filmcomponist
- Robert Radosz (1975), wielrenner